# Paul Friedländer
Paul Friedländer (Königsberg, 29 de agosto de 1857 — Darmstadt, 4 de setembro de 1923) foi um químico alemão.